# قائمة البعثات الدبلوماسية في السعودية

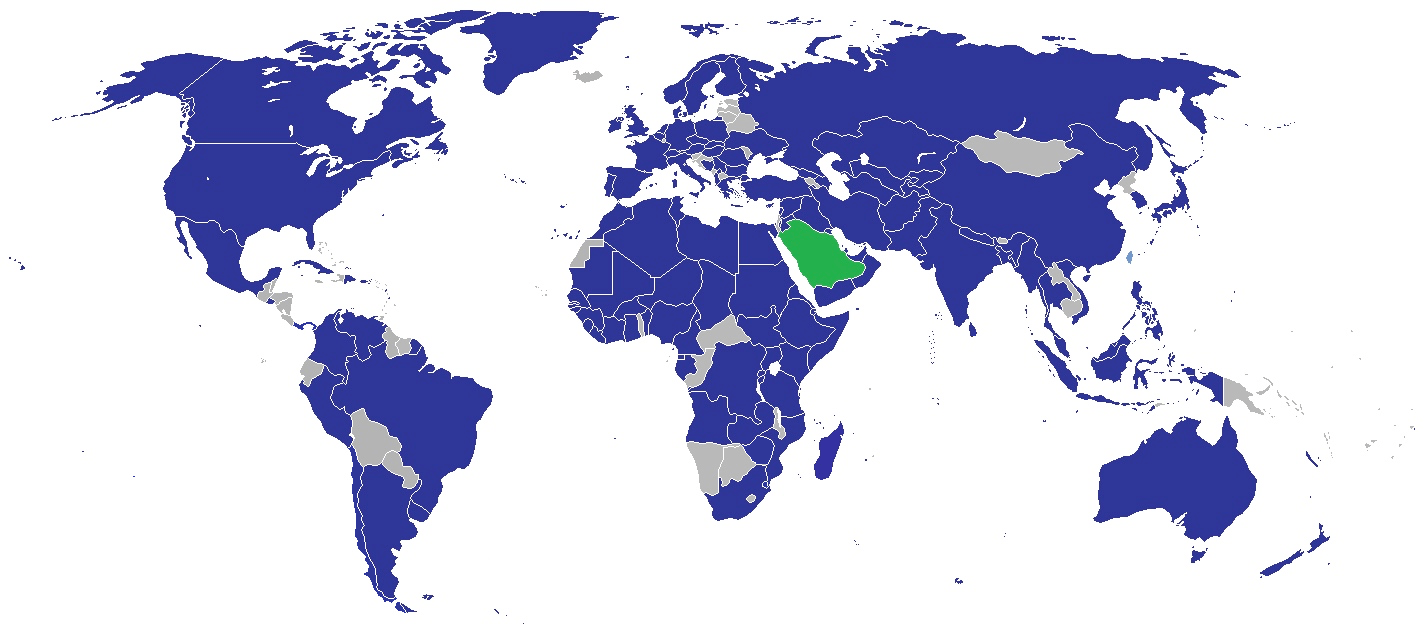
خريطة البعثات الدبلوماسية في المملكة العربية السعودية

هذه هي قائمة البعثات الدبلوماسية في المملكة العربية السعودية. يوجد حاليا 112 سفارات في الرياض. العديد من البلدان لديها بعثات دبلوماسية معتمدة من عواصم أخرى. بالإضافة إلى ذلك، العديد من البلدان لديها قنصليات في مدن أخرى في المملكة العربية السعودية، مثل جدة والظهران (لا تشمل القنصليات الفخرية).

## السفارات في الرياض
1. أفغانستان
2. ألبانيا
3. الجزائر
4. الأرجنتين
5. أستراليا
6. النمسا
7. أذربيجان
8. البحرين
9. بنغلاديش
10. بلجيكا
11. بنين
12. البوسنة والهرسك
13. البرازيل
14. بروناي
15. بوركينا فاسو
16. بوروندي
17. الكاميرون
18. كندا
19. تشاد
20. الصين
21. جزر القمر
22. ساحل العاج
23. كوبا
24. قبرص
25. جمهورية التشيك
26. الدنمارك
27. جيبوتي
28. مصر
29. إريتريا
30. إثيوبيا
31. فنلندا
32. فرنسا
33. الغابون
34. غامبيا
35. جورجيا
36. ألمانيا
37. غانا
38. اليونان
39. غينيا
40. غينيا الاستوائية
41. المجر
42. الهند
43. إندونيسيا
44. العراق
45. جمهورية أيرلندا
46. ساحل العاج
47. إيطاليا
48. اليابان
49. الأردن
50. كازاخستان
51. كينيا
52. كوسوفو
53. الكويت
54. قيرغيزستان
55. لبنان
56. ليبيريا
57. ليبيا
58. مدغشقر
59. ماليزيا
60. المالديف
61. مالي
62. مالطا
63. موريتانيا
64. موريشيوس
65. المكسيك
66. المغرب
67. موزمبيق
68. ميانمار
69. نيبال
70. هولندا
71. نيوزيلندا
72. النيجر
73. نيجيريا
74. النرويج
75. عُمان
76. باكستان
77. فلسطين
78. بيرو
79. الفلبين
80. بولندا
81. البرتغال
82. رومانيا
83. روسيا
84. السنغال
85. صربيا[1]
86. سيراليون
87. سنغافورة
88. الصومال
89. جنوب إفريقيا
90. كوريا الجنوبية
91. إسبانيا
92. سريلانكا
93. السودان
94. السويد
95. سويسرا
96. طاجيكستان
97. تنزانيا
98. تايلاند
99. تونس
100. تركيا
101. تركمانستان
102. أوغندا
103. أوكرانيا
104. الإمارات العربية المتحدة
105. المملكة المتحدة
106. الولايات المتحدة
107. أوروغواي
108. أوزبكستان
109. فنزويلا
110. فيتنام
111. اليمن
112. زامبيا
113. إيران

## مكاتب دبلوماسية أخرى في الرياض
- جمهورية الصين (تايوان) (مكتب الممثل الاقتصادي والثقافي لتايبيه في المملكة العربية السعودية)
- الاتحاد الأوروبي (بعثة)

## القنصليات

### القنصليات العامة في الظهران
- الولايات المتحدة[2][3]
- باكستان
- مؤسسة VFS Global لتسهيل التأشيرات

### القنصليات العامة في جدة
- أفغانستان
- الجزائر
- بنغلاديش
- بروناي
- بوركينا فاسو
- تشاد (قنصلية)
- جمهورية الصين الشعبية
- جزر القمر
- ساحل العاج
- مصر
- إثيوبيا
- فرنسا
- غامبيا
- ألمانيا
- غانا
- اليونان
- الهند
- إندونيسيا
- العراق
- إيطاليا
- اليابان
- الأردن (قنصلية)
- الكويت (قنصلية)
- لبنان
- ليبيا
- ماليزيا
- مالي (قنصلية)
- المغرب
- نيبال
- نيجيريا
- النرويج
- باكستان
- فلسطين
- الفلبين
- روسيا
- السنغال
- سنغافورة (قنصلية)
- الصومال
- جنوب إفريقيا
- كوريا الجنوبية
- سريلانكا
- السودان
- سويسرا
- تنزانيا
- تايلاند
- تونس
- تركيا
- الإمارات العربية المتحدة
- المملكة المتحدة
- الولايات المتحدة
- أوزبكستان
- اليمن

## السفارات المعتمدة
- أنغولا (القاهرة)
- أرمينيا (أبو ظبي)
- جزر البهاما (بروكسل)
- بيلاروس (أبو ظبي)
- بوتان (مدينة الكويت)
- بوليفيا (القاهرة)
- بليز (لندن)
- بلغاريا (مدينة الكويت)
- بوروندي (القاهرة)
- جمهورية إفريقيا الوسطى (القاهرة)
- الرأس الأخضر (روما)
- تشيلي (أبو ظبي)
- كوستاريكا (أبو ظبي)
- كولومبيا (أبو ظبي)
- كرواتيا (القاهرة)[4]
- كمبوديا (دلهي الجديد)
- جمهورية الكونغو الديمقراطية (القاهرة)
- جمهورية الكونغو (القاهرة)
- جمهورية الدومينيكان (أبو ظبي)
- دومينيكا (لندن)
- الإكوادور (القاهرة)
- السلفادور (الدوحة)
- فيجي (أبو ظبي)
- غواتيمالا (القاهرة)
- غيانا (مدينة الكويت)
- غينيا بيساو (الجزائر العاصمة)
- هونغ كونغ (بكين)
- هايتي (روما)
- هندوراس (مدينة الكويت)
- آيسلندا (لندن)
- جامايكا (مدينة الكويت)
- كيريباتي (مدينة نيويورك)
- لاوس (دلهي الجديد)
- لاتفيا (القاهرة)
- ليسوتو (القاهرة)
- ليتوانيا (القاهرة)
- ماكاو (بكين)
- مقدونيا (الدوحة)
- ولايات ميكرونيسيا المتحدة (مدينة نيويورك)
- مولدوفا (أنقرة)
- الجبل الأسود (أبو ظبي)
- منغوليا (مدينة الكويت)
- جزر مارشال (سوفا)
- ناميبيا (القاهرة)
- نيكاراغوا (مدينة الكويت)
- ناورو (مدينة نيويورك)
- كوريا الشمالية (مدينة الكويت)
- بنما (القاهرة)
- باراغواي (بيروت)
- رواندا (أبوظبي)
- سان مارينو (القاهرة)
- سانت كيتس ونيفيس (لندن )
- سانت لوسيا (لندن )
- سانت فينسنت والغرينادين (لندن )
- سلوفاكيا (القاهرة)
- سلوفينيا (القاهرة)
- إسواتيني (أديس أبابا)
- سورينام (دلهي الجديد)
- جنوب السودان (القاهرة)
- توغو (مدينة الكويت)
- تيمور الشرقية (جاكرتا)
- الأوروغواي (الدوحة)
- فانواتو (الرباط)
- زامبيا (القاهرة)
- زيمبابوي (مدينة الكويت)

## وصلات خارجية
- وزارة الخارجية السعودية
- Diplomatic list